# La Chasse aux corbeaux
La Chasse aux corbeaux est une comédie-vaudeville en cinq actes d'Eugène Labiche, représentée pour la première fois à Paris au Théâtre du Palais-Royal le 25 juin 1853.
- Collaborateur Marc-Michel.
- Editions Michel Lévy frères.

## Distribution
| Acteurs et actrices ayant créé les rôles |                   |
| Personnage                               | Acteur ou actrice |
| De Criqueville                           | Ravel             |
| Montdouillard                            | Paul Grassot      |
| Antoine                                  | Hyacinthe         |
| De Flavigny                              | Derval            |
| De Saint-Putois                          | Amant             |
| Le général Renaudier                     | Lhéritier         |
| Pagevin, tailleur                        | M. Pellerin       |
| Bartavelle                               | Jules Lacourière  |
| Un Anglais                               | M. Michel         |
| Arthur                                   | M. Lucien         |
| Kerkadec                                 | M. Augustin       |
| Mme Darbel                               | Mme Morel         |
| Catiche                                  | Cécile Azimont    |
| Émerance                                 | Mme Chauvière     |
| Une marchande de gâteaux                 | Mlle Thais        |
| Un garçon de café                        | M. Ferdinand      |
| Un bourgeois                             | M. Rémy           |